# Maks Rajčević
Maks Rajčević je bio Hrvat iz Italije, iz Trsta, poznati hrvač. Bio je "svjetskim majstorom" u kategoriji lakih hrvača.

## Vanjske poveznice
- Ivan Rajčević, Dalmatinac, prvi hrvač na svietu  Arhivirana inačica izvorne stranice od 4. ožujka 2016. (Wayback Machine) [radi li se o istoj osobi ili bližoj rodbini?] (slika iz Dom i svijet, 15. siječnja 1908., 1. travnja 1909)
- Ivan Rajčević, rodom iz Trsta, prvi hrvač na svietu, pobjeditelj pri hrvanju atleta u Parizu  Arhivirana inačica izvorne stranice od 4. ožujka 2016. (Wayback Machine)[radi li se o istoj osobi ili bližoj rodbini?]